# Lena Löhr
Lena Marianne Löhr (tidigare Wieslander) född 4 juni 1955 i Karlskrona, är en tidigare handbollsspelare. Hon spelade som mittsexa.

## Klubbkarriär
Löhr började sin idrottskarriär inom friidrotten och tävlade i kortdistanslöpning, häck, men främst tävlade hon i höjdhopp  först för IFK Karlskrona men sedan för KA2 idrottsförening från 1971. 1972 handlar alla artiklar i Idrottsbladet som nämner henne om handboll. Hon spelar 1972 då damallsvenskan har premiär för IFK Karlskrona. 1975 börjar hon spela för Stockholmspolisens IF.  Under åren i Stockholmspolisen vann hon SM-guld 1977 men 1976 är hon inte uppräknad bland SM-vinnarna i handbollsboken av oklar orsak. Det är också oklart när hon lämnar Polisen möjligen 1980.

## Landslagskarriär
Löhr spelade 10 ungdomslandskamper från 1973 till 1975 och gjorde 6 mål i ungdomslandslaget. I en ungdomslandskamp mot Danmark den 13 april 1973 "gjorde ch [centerhalv=mittsexa] Lena Wieslander ett jättejobb. Hon debuterade 17 år gammal i A-landslaget den 22 oktober 1972 mot Norge. Sverige förlorade matchen med 5-11 Wieslander blev mållös. Hon spelade sedan enligt den nya statistiken 40 landskamper och stod för 25 mål i landslaget. 17 landskamper vann hon, 21 förlorades och 2 slutade oavgjorda. Enligt den gamla statistiken hade hon bara spelat 39 landskamper. Sista landskampen spelade hon mot Frankrike den 10 december 1977 i ett VM kval där Sverige blev sjua och missade VM. Hon avslutade med två mål i sin sista match för landslaget.